# Megan Leigh
Megan Leigh, född Michelle Maira Schei 2 mars 1964, död 16 juni 1990, var en amerikansk strippa och porrskådespelerska. 
Som 18-åring började hon strippa, vilket inledde en tid med droger. Som 22-åring sadlade hon om, avvänjde sig från drogerna och gjorde skönhetsoperationer för att bli porrskådespelerska. Debutfilm var Secrets Behind the Green Door. Hon blev känd för att kunna föra sina partners penisar långt ner i halsen varför hon gavs en roll i Deep Throat III. De orala inslagen kom att bli hennes styrka som skådespelerska. Emellertid tog hennes familj avstånd från henne, särskilt efter att hon inlett en samkönad relation. År 1990 hittades hon död, då hon hade skjutit sig i munnen med en pistol under påverkan av dödliga doser valium. Hennes produktion omfattar 133 titlar. Hon efterlämnade ett hus värt 500 000 dollar som hon hade köpt till sin mor en månad innan självmordet.